# یایی بی، نیو ساوت ولز
یایی بی (به انگلیسی: Yowie Bay) یک حومه شهر در استرالیا است که در نیو ساوت ولز واقع شده‌است.